# Гокарна
Гока́рна (англ. Gokarna, канн. ಗೋಕರ್ಣ) — город в округе Уттара-Каннада штата Карнатака, Индия. Расположен в 453 км от Бангалора, 240 км к северу от Мангалора и в 59 км от Карвара. Является важным местом паломничества в индуизме и популярным туристическим местом. Этот город храмов часто упоминается в текстах индуизма. Здесь расположено одно из известных божеств Шивы — лингам Махабалешвара. Среди туристов особой популярностью пользуются пляжи Гокарны. В переводе с санскрита гокарна означает «коровье ухо». Согласно легенде, в этом месте Шива явился из уха Притхиви, принявшей образ коровы.

## Значение Гокарны в индуизме
Согласно Пуранам, одна из аватар Вишну, Парашурама, убив всех кшатриев на земле 21 раз своим гигантским топором, бросил его на землю. На этом месте из воды выступила территория современной Кералы и части побережья Карнатаки, включая место, где сейчас расположена Гокарна. В «Бхагавата-пуране», Гокарна упоминается как место рождения братьев Гокарны и Дхундхакари. Там также говорится, что Баларама посетил Гокарну во время паломничества по святым местам.
В другой легенде описывается как демонический царь Ланки Равана, совершая аскезы на горе Кайлаш, получил от Шивы атмалингам. Шива предупредил Равану, что лингам останется там, где тот положит его на землю. Возвращаясь на Ланку, Равана остановился в Гокарне для вечерних молитв. Ганеша, желая помешать Раване, явился перед ним в образе мальчика-брахмана и предложил подержать лингам пока Равана совершал свои вечерние молитвы. Как только Равана передал лингам Ганеше, тот немедля поставил его на землю. Все попытки Раваны сдвинуть лингам с места потерпели неудачу. При этом, покрова с лингама разлетелись в разные стороны: Суратхкал, Дхарешвар, Гунавантешвар, Мурудешвар и Шеджджешвар.
Тамильские святые наянары Аппар и Самбантар прославили лингам Шивы в Гокарне в своих гимнах «Теварам».

## Примечания

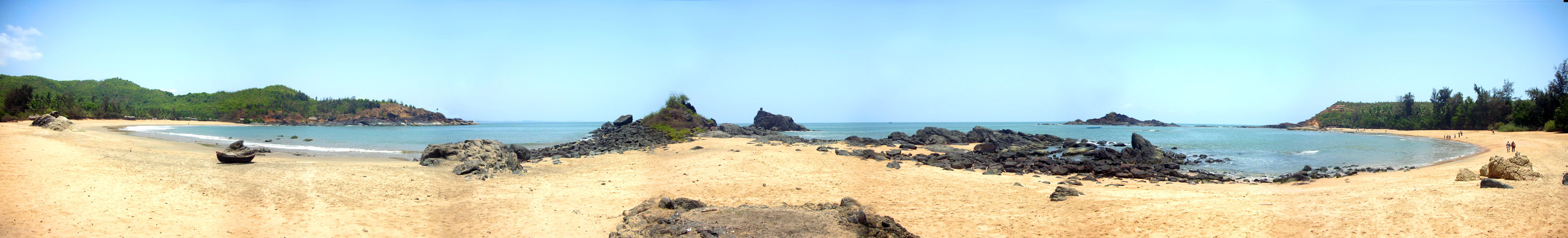
Панорама «Пляжа Ом» — одного из известнейших пляжей Гокарны.